# Velká Holná

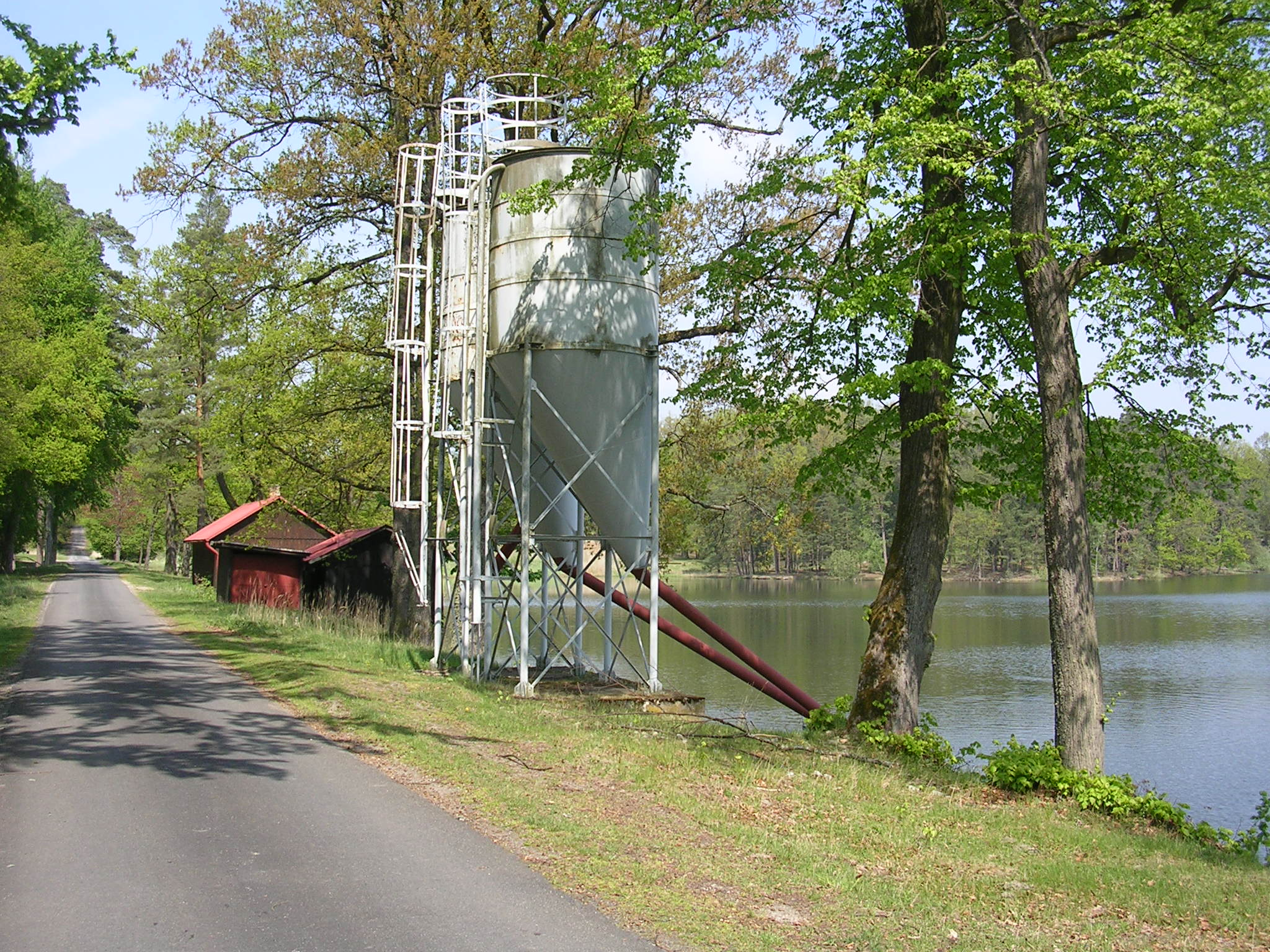
Na hrázi Velké Holné

Velká Holná (nebo také jen Holná) je devátý největší rybník v Jihočeském kraji a dvanáctý v celé České republice. Je pátý největší v okrese Jindřichův Hradec. Nachází se v katastrálním území Ratiboř (hráz v katastrálním území Hatín), 3 km od Kardašovy Řečice, v areálu Jemčinské obory. Vodní plocha má rozlohu 230 ha. Zemní sypaná hráz je 384 m dlouhá a zadržuje asi 5,5 mil. m³ vody. Dosahuje hloubky 3,0 m. Leží v nadmořské výšce 453 m.

## Ostrov
Ve střední části rybníka se nachází ostrov Naxos s přírodní biosférickou rezervací.

## Vodní režim
Rybník Velká Holná byl vybudován na Holenském potoce (přítok Nežárky). Je také zásoben soustavou potoků od Ratiboře a Roseče.

## Historie
Rybník byl vybudován ve 14. století, údajně roku 1381 Oldřichem z Hradce. První písemná zmínka pochází z roku 1384, kdy se kromě Holné připomínají i dva rybníky v Číměři a rybník v Hatíně s haltýřem. Roku 1389 se mluví o Hamru pod Holenským rybníkem, stavu pod tímto hamrem a rybníku pod Dědíkovým blátem. Z téhož roku se uchoval záznam, že Oldřich z Hradce zatopil Hatínským rybníkem pozemky lidí z Polště. Původní rybník byl později v 16. století, roku 1584, rozšířen a zpevněn Jakubem Krčínem. Z jeho doby prý pocházejí i duby na hrázi. Na jižní straně hráze býval památný strom, buk lesní s obvodem kmene 4,7 metrů a výškou 30 metrů. Tento Hatínský buk, starý přibližně 150 let, v důsledku houbového onemocnění v roce 2005 dožil.